# Bagnoli di Sopra Merlot classico
Le Bagnoli di Sopra Merlot classico est un vin rouge italien de la région Vénétie doté d'une appellation DOC depuis le 16 août 1995. Seuls ont droit à la DOC les vins rouges récoltés à l'intérieur de l'aire de production définie par le décret. 

## Aire de production
Les vignobles autorisés se situent en province de Padoue dans la commune de Bagnoli di Sopra et représentent le cœur du vignoble de Bagnoli. Le vignoble Colli Euganei est à quelques kilomètres.
Voir aussi les articles Bagnoli di Sopra Merlot  et Bagnoli di Sopra Merlot riserva.

## Caractéristiques organoleptiques
- couleur : rouge rubis tendant vers un rouge grenat avec le vieillissement
- odeur : intense, fruité, épicé, caractéristique, agréable
- saveur : sec, plein, épicé, assez tannique, harmonique.

Le Bagnoli di Sopra Merlot classico se déguste à une température de 14 à 16 °C et il se gardera 2 – 4 ans.

## Production
Province, saison, volume en hectolitres :
- Padoue  (1995/96)  805,0
- Padoue  (1996/97)  1225,0